# Timecop1983
Timecop1983, cuyo nombre de pila es Jordy Leenaerts, es un músico y compositor neerlandés de synthwave. El artista comenzó a hacer música a partir de los 12 años y se dejó influenciar por la música electrónica durante sus vacaciones en Francia para componer, él mismo, algo de música synthwave, más concretamente dreamwave. Utiliza tanto sintetizadores virtuales con programas CAM como instrumentos de hardware. Algunas de las pistas de Jordy incluyen voces con cantantes de Europa y Estados Unidos como Dana Jean Phoenix, Matt Turgington o Femmepop. Está influenciado por el heavy metal, así como por la música clásica y el deep house. Pero fue después de escuchar la banda sonora de la película Drive (2011) cuando se convirtió en fan de Electric Youth y Kavinsky, lo que le incitó a emprender el camino del universo synthwave. Su primer sencillo, «Childhood Memories» (2014), fue publicado en el canal de YouTube de New Retro Wave, donde obtuvo una buena recepción por parte de la audiencia. Esto le animó para seguir produciendo música y posteriormente lanzó varios EP y editó su primer álbum de estudio, Journeys, en 2014.

## Discografía

### Álbumes de estudio
- Journeys (2014)
- Reflections (2015)
- Nightdrive (2018)
- Faded Touch (2021)
- Searching for Tomorrow (2023)

### EPs
- Waves (2015)
- Lovers, Pt. 1 (2016)
- Running In The Dark (2016)
- Lovers, Pt. 2 (2017)
- Multiverse (2022)

### Sencillos
- «Childhood Memories» (2014)
- «Daydreaming» (2014)
- «Back To You» (2018)
- «My Room» (2018)
- «My Delorean» (2019)
- «In The Air» (2020)
- «Falling» (2020)
- «One Night» (2021)
- «Feel for You» (2021) - Del videojuego Wave Break.
- «Take Me Back» (2022) - Con Josh Dally.
- «Love Game» (2023) - Con Josh Dally.
- «Read My Mind» (2023) - Con Josh Dally.